# NGC 1143
NGC 1143 este o interacțiune de galaxii situată în constelația Balena. A fost descoperită în 5 octombrie 1864 de către Albert Marth. Se află la o distanță de 119,9 megaparseci de Pământ.